# Operacja hemi-Fontana
Operacja hemi-Fontana – operacja serca, która stanowi tzw. II etap leczenia rekonstrukcyjnego zespołu niedorozwoju lewej części serca metodą Norwooda. 
Przed postępowaniem operacyjnym wykonywane jest cewnikowanie serca oraz badanie ultrasonograficzne serca w celu oceny funkcji pojedynczej komory serca i oporu naczyniowego w krążeniu płucnym. Operację hemi-Fontana wykonuje się w 4–6 miesiącu życia w krążeniu pozaustrojowym. Po wypreparowaniu żyły głównej górnej (VCS) i prawej gałęzi tętnicy płucnej przecina się VCS i zespala oba końce żyły koniec do boku z gałęzią prawej tętnicy płucnej. Połączenie między aortą i tętnicą płucną wykonane podczas I etapu rekonstrukcji (Operacja Norwooda) zostaje zamknięte przy pomocy metalowego klipsa. Wycina się koniec zespolony z tętnicą płucną i w tak przygotowane miejsce wszywa się górny koniec przeciętej VCS. Od strony prawego przedsionka zamyka się dopływ do VCS przez wszycie łaty, dzięki czemu krew z żyły głównej dolnej nie ma możliwości przepływu do płuc. 
Operacja hemi-Fontana zmniejsza obciążenie objętościowe prawej komory serca, ponieważ krew żylna z górnej połowy ciała płynie bezpośrednio do płuc zapewniając jednocześnie wystarczające utlenowanie krwi. Zamknięcie zespolenia systemowo-płucnego zmniejsza ryzyko rozwoju nadciśnienia płucnego. Płuca zaopatrywane są tylko w krew żylną (niskoutlenowaną) z górnej połowy ciała, natomiast krew żylna z dolnej połowy ciała nadal miesza się z krwią tętniczą (wysokoutlenowaną) na poziomie serca.